# Sainte-Hélène-de-Mancebourg
Sainte-Hélène-de-Mancebourg är en kommun av typen socken (municipalité de paroisse) i provinsen Québec i Kanada. Den ligger i regionen Abitibi-Témiscamingue, i den sydöstra delen av landet, 500 km nordväst om huvudstaden Ottawa. Antalet invånare var 410 vid folkräkningen 2021. Landarean är 68 kvadratkilometer.